# Donacochara
Donacochara és un gènere d'aranyes araneomorfes de la subfamília Erigoninae, dins de la família Linyphiidae.
Fou descrit per primera vegada per Eugène Louis Simon in 1884.

## Distribució
Es pot trobar a Europa, Àfrica i Àsia occidental.

## Llista d'espècies
Segons The World Spider Catalog 12.0:
- Donacochara deminuta Locket, 1968
- Donacochara speciosa (Thorell, 1875) (Espècie tipus)